# Ніколенко Олег Вікторович
Олег Вікторович Ніколенко (нар. 25 червня 1961, м. Приморськ, Запорізька область) — український політик. Заступник голови — керівник апарату Запорізької обласної державної адміністрації. Депутат Запорізької обласної ради, позапартійний.

## Освіта
У 1985 р. закінчив Мелітопольський інститут механізації сільського господарства, «Механізація сільського господарства», інженер-механік; у 1989 р. — Тернопільський державний педагогічний інститут, «Загальнотехнічні дисципліни і праця», учитель загальнотехнічних дисциплін; у 2005 р. — Національну академію державного управління при Президентові України, «Державне управління», магістр державного управління.

## Кар'єра
1976–1980 рр. — студент Ногайського радгоспу-технікуму, м. Приморськ Запорізької області.
1980–1985 рр. — студент Мелітопольського інституту механізації сільського господарства, м. Мелітополь Запорізької області.
1985–1986 рр. — головний інженер-механік колгоспу ім. Леніна, с. Феневичі Іванківського району Київської області.
1986–1988 рр. — майстер з виробничого навчання Тернопільського середнього професійно-технічного училища № 9, м. Тернопіль.
1988–1995 рр. — головний інженер колгоспу ім. Димитрова, с. Банівка Приморського району Запорізької області.
У лютому — березні 1995 р. — стажист-економіст управління пасивних операцій Запорізького регіонального управління комерційного банку «Приватбанк», м. Запоріжжя.
У березні — червні 1995 р. — економіст представництва Запорізького регіонального управління комерційного банку «Приватбанк» у м. Приморськ, м. Приморськ Запорізької області.
У червні — липні 1995 р. — економіст з прийому приватних вкладів Приморського відділу Бердянської філії комерційного банку «Приватбанк», м. Приморськ Запорізької області.
З липня 1995 р. по лютий 1996 р. — економіст робочої групи з відкриття філіалу комерційного банку «Приватбанк» у м. Приморськ Запорізького регіонального управління комерційного банку «Приватбанк», м. Приморськ Запорізької області.
У лютому — грудні 1996 р. — експерт робочої групи з відкриття філіалу комерційного банку «Приватбанк» у м. Приморськ Запорізького регіонального управління комерційного банку «Приватбанк», м. Приморськ Запорізької області.
З грудня 1996 р. по січень 1997 р. — економіст відділу активно-пасивних операцій Приморського відділення Запорізького регіонального управління комерційного банку «Приватбанк», м. Приморськ Запорізької області.
1997–2000 рр. — голова правління колективного сільськогосподарського підприємства ім. Димитрова, с. Банівка Приморського району Запорізької області.
2000–2002 рр. — директор приватного сільськогосподарського підприємства «Банівка», с. Банівка Приморського району Запорізької області.
2002–2005 рр. — голова Приморської районної державної адміністрації Запорізької області.
2005–2007 рр. — генеральний директор товариства з обмеженою відповідальністю «АНТ-Юг», м. Приморськ Запорізької області.
З вересня 2005 р. по травень 2014 р. — директор приватного сільськогосподарського підприємства «Банівка», с. Банівка Приморського району Запорізької області.
У 2006 р. був кандидатом у народні депутати України, № 253 у списку Народного блоку Литвина (член Народної партії).
З 16 травня 2014 — заступник голови — керівник апарату Запорізької обласної державної адміністрації.
Кандидат у народні депутати від Аграрної партії України на парламентських виборах 2019 року, № 9 у списку. Голова Приморської районної ради, член АПУ.

## Нагороди
Нагороджений Грамотою Верховної Ради України у 2009 р. та присвоєно почесне звання «Заслужений працівник сільського господарства України» у 2013 р.

## Особисте життя
Одружений, має двох дочок.